# Ctenopontonia
Ctenopontonia is een geslacht van kreeftachtigen uit de klasse van de Malacostraca (hogere kreeftachtigen).

## Soort
- Ctenopontonia cyphastreophila Bruce, 1979